# Flutriafol
Flutriafol ist ein Wirkstoff zum Pflanzenschutz aus der Gruppe der Triazole und liegt als 1:1-Gemisch zweier Enantiomerer vor.

## Gewinnung und Darstellung
Flutriafol kann ausgehend von einer Friedel-Crafts-Acylierung von Fluorbenzol mit Chloressigsäurechlorid gewonnen werden. Das entstehende Zwischenprodukt wird mit einer Grignard-Reagenz zu einem Chlorhydrin umgesetzt, das wiederum durch Kondensation mit 1,2,4-Triazol unter basischen Bedingungen Flutriafol ergibt. Eine alternative Synthese beginnt mit 2,4'-Difluorbenzophenon.

## Eigenschaften
Flutriafol ist ein farbloser Feststoff, der schlecht löslich in Wasser ist.

## Stereochemie
Flutriafol enthält ein Stereozentren und bildet damit zwei Enantiomere. Eingesetzt wird das Racemat, also die 1:1-Mischung der (S)- und (R)-Enantiomere.
| Enantiomere von Flutriafol | Enantiomere von Flutriafol |
| -------------------------- | -------------------------- |
| CAS-Nummer: 586965-70-0    | CAS-Nummer: 586965-69-7    |

## Verwendung
Flutriafol ist ein systemisches Breitband-Fungizid aus der Gruppe der Triazole, das in der Regel zur Saatgutbeizung bei Getreide verwendet wird. Es wurde 1981 auf den Markt gebracht.

## Zulassung
Seit Juni 2011 ist Flutriafol in der EU ein zugelassener Pflanzenschutzmittel-Wirkstoff.
In der Schweiz, in Österreich und in Deutschland sind keine Pflanzenschutzmittel zugelassen, die Flutriafol als Wirkstoff enthalten.